# Комісія ООН з прав міжнародної торгівлі
Комісія ООН з права міжнародної торгівлі, ЮНСІТРАЛ (англ. United Nations Commission on International Trade Law, UNCITRAL) — допоміжний орган Генеральної Асамблеї ООН, створений у 1966 році з метою сприяння розвитку права міжнародної торгівлі.

## Історія
Комісія ЮНСІТРАЛ була заснована Генеральною Асамблеєю ООН в грудні 1966 року і працює з 1 січня 1968 року. Засновуючи Комісію, Генеральна Асамблея визнала, що розбіжності, які виникають в результаті застосування законів різних держав в питаннях міжнародної торгівлі, є однією з перешкод торговим потокам. У зв'язку з цим Комісія розглядалася як інструмент, за допомогою якого Організація Об'єднаних Націй могла б відігравати активнішу роль у зменшенні або усуненні перешкод у сфері міжнародної торгівлі.
Генеральна Асамблея надала Комісії загальний мандат, доручивши їй сприяти прогресивному узгодженню та уніфікації законодавства у сфері міжнародної торгівлі. Комісія стала основним органом системи Організації Об'єднаних Націй з питань права міжнародної торгівлі.
Комісією підготовлені та прийняті такі документи:
- Конвенція про позовну давність у міжнародній купівлі-продажу товарів (прийнята ООН в 1974 році)
- Арбітражний регламент ЮНСІТРАЛ — схвалений ООН в 1976 році
- Конвенція про морське перевезення вантажів — схвалена на Конференції ООН в Гамбурзі в березні 1978 році
- Конвенція ООН про договори міжнародної купівлі-продажу товарів — прийнята ООН в квітні 1980 року у Відні
- Конвенція про міжнародні переказні векселі і міжнародні прості векселі — прийнята ООН 9 грудня 1988 року
- Конвенція про міжнародне змішане перевезення вантажів
- Конвенція ООН про незалежні гарантії та резервні акредитиви (Нью-Йорк, 1995 рік)
- Конвенція ООН про використання електронних повідомлень в міжнародних договорах (Нью-Йорк, 2005 рік)
- Типовий закон ЮНСІТРАЛ про міжнародний торговий арбітраж (1985 рік)
- Типовий закон ЮНСІТРАЛ про міжнародні кредитові перекази (1992 рік)
- Типовий закон ЮНСІТРАЛ про закупівлі товарів (робіт) та послуг і Посібник по його прийняттю (1994 рік)
- Типовий закон ЮНСІТРАЛ про транскордонну неспроможність (1997 рік)
- Типовий закон ЮНСІТРАЛ про електронну торгівлю (1996 рік)
- Типовий закон ЮНСІТРАЛ про електронні підписи (2001 рік)
- Правовий посібник ЮНСІТРАЛ зі складання міжнародних контрактів на будівництво промислових об'єктів (1987 рік) і ін.